# Drets del col·lectiu LGBT a Malawi

Aquest és un article sobre els drets LGBT a Malawi. Les persones lesbianes, gais, bisexuals i transsexuals a Malawi han d'afrontar reptes legals que no experimenten els residents no LGBT. El Codi Penal prohibeix "el coneixement carnal contra l'ordre de la naturalesa", intenta comprometre "el coneixement carnal contra l'ordre de la natura" i l'acusa d'"indecència bruta". Tanmateix, el novembre de 2012, el president de Malawi, Joyce Banda va suspendre totes les lleis que criminalitzen l'homosexualitat. El mes de juliol de 2014, el ministre de Justícia va anunciar que Malawi ja no arrestaria persones per activitat sexual amb persones del mateix sexe i revisarà les seves lleis antigai.
Al desembre de 2009, una dona transgènere, Tiwonge Chimbalanga, i un home, Steven Monjeza, van ser arrestats després de celebrar una festa tradicional de "compromís". El 18 de maig de 2010, van ser considerats culpables d'haver comès "infraccions antinaturals" i "pràctiques indecents entre homes". El 29 de maig de 2010, l'aleshores president Bingu wa Mutharika va perdonar ambdós individus.
El 17 d'abril de 2015, la Llei de matrimoni, divorcis i relacions familiars va entrar en vigor i va prohibir tots els matrimonis i unions amb persones del mateix sexe. Tot i que la llei va ser elogiada per elevar l'edat mínima dels matrimonis heterosexuals de 16 a 18 anys, va ser condemnada al mateix temps per l'exclusió de les parelles homosexuals i pel seu llenguatge afirmant que el sexe s'assigna al néixer. La nova llei no permet que les persones que hagin estat sotmeses a una cirurgia de reassignació de gènere es casin amb algú del gènere anterior d'aquesta persona i també equipara el sexe gai amb violació i assetjament sexual.

## Legislació

### Estatuts
El Codi Penal de Malawi estableix:
| « | Secció 137A. Pràctiques indecents entre dones. Qualsevol persona que, en públic o privat, cometi qualsevol acte d'indecència bruta amb una altra persona, o inciti a una altra persona a cometre algun acte d'indecència bruta amb ella o intenti la comissió de qualsevol acte per part de qualsevol persona amb ella mateixa o amb una altra dona, ja sigui en públic o privat, serà culpable d'un delicte i serà sotmès a pena de presó durant cinc anys. Secció 153. Delictes antinaturals. Qualsevol persona que - (a) tingui coneixement carnal de qualsevol persona contra l'ordre natural; o - (c) permeti que una persona masculina tingui coneixement carnal d'ell o ella contra l'ordre natural, serà culpable d'un delicte greu i serà sotmès a presó de catorze anys, amb càstig corporal o sense. Secció 154. Intenta cometre infraccions antinaturals. Qualsevol persona que intenti cometre algun dels delictes especificats a la darrera secció anterior serà culpable d'un delicte greu i serà sotmès a pena de presó durant set anys, amb o sense càstig corporal. Secció 156. Pràctiques indecents entre homes. Qualsevol persona masculina que, en públic o privat, cometi actes d'indecència bruta amb una altra persona masculina o procuri que una altra persona masculina cometi cap acte d'indecència bruta amb ell o intenti procurar la comissió d'un acte d'aquest tipus per part de qualsevol persona amb ell o amb una altra persona, ja sigui en públic o privat, serà culpable de delicte i serà sotmès a pena de presó durant cinc anys, amb o sense càstig corporal [segons l'article 28 del Codi Penal]. | » |

Els mitjans de comunicació van informar al desembre de 2011 que aquests estatuts havien estat enviats a la Comissió de Dret de Malawi (MLC) per a la seva revisió, citant Ephraim Chiume, ministre de justícia de Malawi. Tanmateix una delegació d'alt nivell d'experts legals nomenada per l'Institut de Drets Humans de l'International Bar Association va trobar el gener de 2012 que el MLC no havia sol·licitat específicament revisar aquests estatuts.
El 18 de maig de 2012 el president Joyce Banda va anunciar la seva intenció de derogar les lleis que criminalitzaven l'activitat homosexual. El 5 de novembre el govern de Malawi va suspendre totes les lleis que criminilitzaven l'homosexualitat. El Fiscal general i Ministre de Justícia Ralph Kasambara van ordenar a la policia que no arrestessin als individus LGBT, a la espera d'una revisió de l'Assemblea nacional. Tres dies més tard, ho va desmentir, dient: "No hi va haver tal anunci i no hi va haver discussió sobre el matrimoni entre persones del mateix sexe." La Malawi Law Society va argumentar que era inconstitucional per als ministres suspendre arbitràriament qualsevol llei i establir un precedent perillós per al futur. Els líders religiosos eren fortament contraris a la suspensió.
El novembre de 2013, l'Alt Tribunal de Malawi va anunciar la seva intenció de revisar la constitucionalitat de la llei. L'audiència es va programar el 2 de desembre de 2013. A d'octubre de 2015 no ha arribat a cap decisió.

### Constitució de Malawi
La Constitució de Malawi no prohibeix específicament la discriminació per motius d'orientació sexual. L'advocat dels drets humans Chrispine Sibande, però, va argumentar el 2010 que es prohibeix la discriminació a la secció 20 de la constitució, que estableix que "totes les persones són, sota qualsevol llei, garantides una protecció igual i efectiva contra la discriminació per motius de raça, color, sexe, idioma, religió, opinió política o d'altra índole, nacionalitat, origen ètnic o social, discapacitat, propietat, naixement o un altre estatus." No hi ha hagut cap regulació legal oficial a aquest efecte.

## Condicions de vida
Al juliol de 2005, el Reverend Dr. Nick Henderson va ser elegit per la diòcesi del Llac Malawi per servir com a bisbe, però els membres conservadors van desafiar les eleccions. Al desembre, l'Església Anglicana d'Àfrica Central (ACCA) va anul·lar les eleccions. Segons l'arquebisbe Bernard Malango, que dirigia l'ACCA, "ha demostrat activament que no era de bona fe, així ho va decidir el Tribunal de Confirmació". Els bisbes van arribar a la conclusió que la participació de Henderson amb l'Església Moderna, que recolzava els drets LGBT, el feia "inadequat". Es va produir una lluita de quatre anys per part dels laics i sacerdots per revocar la decisió d'ACCA. Finalment, la qüestió es va establir quan Henderson va demanar als seus seguidors que acceptessin l'elecció del venerable Francis Kaulanda com a bisbe. Kaulanda havia estat un dels mestres d'Henderson.
El setembre de 2009, Mary Shawa, secretària de nutrició, VIH i sidade l'oficina de la presidència, va argumentar que Malawi havia de donar accés als gais als serveis de VIH i sida. Ella va dir: "Hi ha la necessitat d'incorporar un enfocament de drets humans en el lliurament de serveis de VIH i SIDA a grups de risc tals com a homes que tenen relacions sexuals amb homes si hem de lluitar contra la SIDA."
Al febrer de 2010, Peter Sawali va ser arrestat per posar cartells en una atrafegada carretera de Blantyre que deien que "els drets dels gais són drets humans". Se'l va acusar de conductes susceptibles de provocar una violació de la pau. Després va ser sentenciat i condemnat a netejar els locals del Tribunal de Magistrats de Blantyre durant 60 dies.
L'abril de 2010 el president Bingu wa Mutharika va condemnar els actes d'homosexualitat. Va dir: "Són cultures que fins i tot els malawians no entenen, que diuen que un home hauria de casar-se amb un company, això és dolent i dolent davant els ulls de Déu. Hi ha certes coses que els malawians no fan."
En juliol de 2011 Undule Mwakasungula, el president del Comitè Consultiu de Drets Humans i Gift Trapence, director executiu del Centre de Desenvolupament de Persones, es van amagar després d'haver estat amenaçats d'arrest per traïció. El president Mutharika va dir: "Us ... caçaré a les vostres llars, no us amagareu, us faré marxar, muziwanso. Tornareu amb els vostres pares i mares que us han enviat d'Occident." Dos mesos abans, George Chaponda, Ministre de Justícia i Constitució de Malawi, va afirmar que les recents retirades d'ajuda exterior de diversos països eren culpa de Mwakasungula i Trapence. Va dir: "El país està patint per la conducta d'alguns dirigents de la societat civil, aquests no són patriòtics. Alguns donants han retirat la seva ajuda i tothom està patint."
L'informe de drets humans del 2011 del Departament d'Estat dels Estats Units va trobar que:
| « | Un alt nivell de discriminació basat en l'orientació sexual va ser creat i mantingut pels alts funcionaris del govern. En el Dia Mundial del Turisme de setembre [2011], el ministre de turisme [Daniel Liwimbi] va dir que no era apropiat que els ciutadans participessin en l'activitat homosexual com a "molt poc malauià". La noció equivocada de què els països donants occidentals retenguessin ajuts econòmics, tret que el país permeti que els matrimonis homosexuals milloressin un entorn homofòbic. A l'octubre [,] el Consell de les Esglésies de Malawi va declarar que el país necessitava ajuda i que milions de ciutadans innocents no havien de ser penalitzats perquè l'activitat homosexual era prohibida. | » |

### Convenció penal i posterior perdó de la parella malawiana
Al desembre de 2009, una dona transgènere, Tiwonge Chimbalanga i un home, Steven Monjeza, van ser arrestats després d'haver celebrat un "chinkhoswe" tradicional (cerimònia de compromís) i després empresonats per separat a Blantyre. El magistrat Nyakwawa Usiwausiwa va denegar la fiança, suposadament per a la seva pròpia protecció. "El públic està enutjat amb ells".
En un dictamen fet públic el 22 de febrer de 2010, el secretari general de l'Alt tTribunal Lovemore G. Munlo va negar la proposta de convocar un tribunal constitucional per pronunciar-se sobre la constitucionalitat de les seccions 153 i 156 del Codi Penal. Va escriure: "De la totalitat dels documents que tinc davant meu, he arribat a la conclusió que els processos penals que es troben davant el Tribunal de Jutjats Residents no es refereixen expressament ni substancialment a la interpretació o aplicació de la Constitució."
El 18 de maig de 2010, els acusats van ser considerats culpables d'haver comès "infraccions contra natura" i "pràctiques indecents entre homes" en virtut del Codi Penal de Malawi. El magistrat Usiwausiwa va imposar la pena màxima de 14 anys de presó amb treball forçat. Va dir: "Us imposaré una pena exemplar perquè el públic estigui protegit de gent com vosaltres perquè no estiguem temptats d'emular aquest horrible exemple. Estem asseguts aquí per representar a la societat de Malawi, que no crec que estigui preparada en aquest moment per veure els seus fills casats amb altres fills o realitzant cerimònies de compromís."
El procés i les condemnes van ser condemnades per organitzacions regionals de drets humans, incloses l'Aliança de Drets i Sida per a Àfrica Meridional, el Centre de Litigis de l'Àfrica Austral, el Centre per al Desenvolupament Popular i el Centre de Drets Humans i Rehabilitació. A més, les organitzacions internacionals de drets humans com Amnistia Internacional i l'OutRight Action International van reaccionar amb condemna, així com entitats donants i governs com Estats Units, Regne Unit, Alemanya, el Banc Africà del Desenvolupament, Noruega, la Unió Europea i el Banc Mundial.
No obstant això, el Consell de les Esglésies de Malawi (una agrupació de fins a 22 esglésies protestants) va aconsellar al govern de Malawi que mantingués les lleis que criminalitzen els actes sexuals del mateix sexe i va demanar a les organitzacions internacionals que "respectin els valors culturals i religiosos de Malawi i s'abstinguin d'utilitzar l'ajuda un mitjà per obligar el país a legalitzar actes pecaminosos com l'homosexualitat en nom dels drets humans".
La Coalició Internacional de Salut de la Dona i Dinamitzador de Gènere van identificar l'empresonament de Chimbalanga, en particular, com una qüestió de transfòbia. Els grups van criticar la notificació internacional del judici i la sentència de Chimbalanga perquè la majoria dels mitjans de comunicació no van informar la identitat de gènere de Chimbalanga en la seva cobertura sobre la qüestió de la igualtat de matrimonis per a parelles del mateix sexe.
El 29 de maig de 2010 l'aleshores President Bingu wa Mutharika va indultar ambdós individus durant una visita de Ban Ki-Moon, el Secretari General de l'ONU.
Una delegació d'alt nivell d'experts jurídics nomenada per l'Institut de Drets Humans de l'International Bar Association va realitzar una missió d'investigació a Malawi el gener de 2012. Alguns representants del govern van dir a la delegació que Chimbalanga i Monjeza no eren, de fet, gais i havia estat defensats per organitzacions internacionals. La delegació, però, no va poder corroborar aquesta afirmació.
Chimbalanga finalment va demanar i se li va concedir l'estatut de refugiat a Sud-àfrica. Monjeza es va casar amb una altra dona i després la va abandonar, acusant-la d'intentar quedar-se es seus diners. Va esdevenir criminal, va passar temps a la presó i es va informar que havia mort de causes desconegudes al juliol de 2012.

## Taula resum
| Activitat sexual legal amb el mateix sexe                     | (fins a 14 anys de presó, llei suspesa d'ús des de 2012) |
| Mateixa edat de consentiment                                  | (fins a 14 anys de presó, llei suspesa d'ús des de 2012) |
| Lleis antidiscriminació a la feina                            | No                                                       |
| Lleis antidiscriminació en la prestació de béns i serveis     | No                                                       |
| Matrimoni del mateix sexe                                     | No                                                       |
| Lleis antidiscriminació en el discurs de l'odi i la violència | No                                                       |
| Reconeixement de les parelles del mateix sexe                 | No                                                       |
| Adopció de fillastres per parelles del mateix sexe            | No                                                       |
| Adopció conjunta per parelles del mateix sexe                 | No                                                       |
| Prestació de servei militar per gais i lesbianes              | No                                                       |
| Dret legal a canviar de gènere                                | No                                                       |
| Accés a la fecundació in vitro per lesbianes                  | No                                                       |
| Subrogació comercial per a parelles d'homes homosexuals       | No                                                       |
| Permís per a donar sang als HSH                               | No                                                       |
| Prohibició de les teràpies de conversió                       | No                                                       |